# حبة رمل (مسلسل)
حبة رمل مسلسل إماراتي، من إخراج باسم شعبو، وتأليف جمال سالم. شارك فيه عدد من الفنانين منهم: بلال عبد الله، ورزيقة الطارش، وعبد الله زيد، وأحمد الأنصاري، ونيفين ماضي، ومروة راتب.